# 稲生正武
稲生 正武（いのう まさたけ、天和3年（1683年） - 延享4年8月15日（1747年9月19日）は、江戸時代の旗本。父は稲生正照。通称次左衛門、官位は下野守で、稲生下野とも呼ばれる。

## 経歴
元禄5年（1692年）、10歳で5代将軍徳川綱吉に拝謁し、26歳で家督を継承した後は御徒頭、目付と昇進。徳川将軍家宗家の血筋が途絶え、紀州藩から徳川吉宗が8代将軍に就任して人事が刷新された後も重用され、勘定奉行や大目付に任ぜられ職務に当たった。大岡忠相と共に町奉行を分担して務めたこともある。
正武の事績の中でも特に目覚しいのは江島生島事件と天一坊事件の追及に寄与したことで、江島生島事件の折には、当時目付であった正武は大目付仙石久尚、中町奉行坪内定鑑らと協力して主犯の絵島や生島新五郎の他事件に連座した者への尋問を担当し、裁定を下した。正武は絵島に対して直接取り調べに及び、拷問を用いて罪を白状させようとして、その峻烈な追及を「人を嵌めるものは落とし穴と稲生次左衛門」と落書で市井の人々から風刺された。江島生島事件を扱った後世の創作物でも、苛烈な拷問で絵島を追い詰める悪役として描写される傾向がある（徳川風雲録 八代将軍吉宗など）。
天一坊事件では、品川で捕縛された天一坊改行の取調べを関東郡代伊奈忠逵と分担して担当し、天一坊の処断に大きく関与した。天一坊事件は正武と伊奈忠逵によって解決された事件であったが、後世の講談などでは脚色されて大岡忠相の功績にされている。
延享4年8月15日（1747年）に、65歳で病没した。

## 関連作品
- 『八代将軍吉宗』 -    NHK 大河ドラマ（演：石橋雅史 ※「稲生次郎左衛門」の役名で登場）
- 『大岡越前 2019年スペシャル』 -    NHK BSプレミアム BS時代劇（演：高橋光臣 ※「伊生正武」の役名で登場）